# سیارک ۱۵۸۵۱
سیارک ۱۵۸۵۱ (به انگلیسی: 15851 Chrisfleming، نامگذاری:1996AD10) پانزده هزار و هشتصد و پنجاه و یکمین سیارک کشف شده‌است که در ۱۳ ژانویه ۱۹۹۶ کشف شد.
قدر مطلق سیارک برابر ۲۹.۵ است.